# لیک هالیدی (ویرجینیا)
لیک هالیدی (به انگلیسی: Lake Holiday) یک دریاچه و حوزه سرشماری در ایالات متحده آمریکا است که در ویرجینیا واقع شده‌است.